# MRV Engenharia
MRV Engenharia ist ein brasilianisches Immobilienunternehmen mit Firmensitz in Belo Horizonte.

## Geschichte
Die heutige Aktiengesellschaft wurde 1979 von den Partnern Rubens Menin Teixeira de Souza, Mário Lúcio Pinheiro Menin und Vega Engenharia gegründet. Rubens Menin war dabei erst 21 Jahre alt. Unternehmensziel war es, Immobilien für Haushalte mit geringem Einkommen zu bauen.
Der IPO an der BM&FBovespa, der einzigen Börse Brasiliens und zugleich der größte Handelsplatz für Aktien in Lateinamerika, erfolgte 2007. Zu diesem Zeitpunkt belief sich der Nettoumsatz auf 105 Millionen US-Dollar. MRV ist dort im Bovespa-Index gelistet.
Im Jahr 2017 erwirtschaftete die Gesellschaft einen Umsatz von 1,44 Milliarden US-Dollar und beschäftigte über 24.000 Mitarbeiter. Im Jahr 2018 wurde Gründer Rubens Menin von der Wirtschaftsprüfungs- und Steuerberatungsgesellschaft Ernst & Young als World Entrepreneur Of The Year ausgezeichnet. In der Laudatio wurde u. a. festgehalten, dass er das Unternehmen zum „größten Anbieter von Sozialwohnungen in Brasilien aufgebaut“ habe.
Anfang 2020 teilte die Gesellschaft mit, dass auf Grundlage vorläufiger Zahlen das zurückliegende Geschäftsjahr das bis dato beste in der Unternehmensgeschichte sei, was die Produktion von Wohneinheiten anbelangt. Der Bauträger brachte 41.614 Einheiten auf den Markt, was einem Anstieg von 1 % gegenüber dem Jahr 2018 mit 41.195 Immobilien entspricht. Der Umsatz stieg von 5,2 auf 5,4 Milliarden Brasilianische Real.